# الهروب من إريتريا
الهروب من إريتريا (بالإنجليزية: Escaping Eritrea)‏، هي فيلم وثائقي أمريكي، صدر سنة 2021 وأخرجها إيفان ويليامز.

## وصلات خارجية
- الهروب من إريتريا  في قاعدة بيانات الأفلام على الإنترنت (بالإنجليزية)